# Tribunals Econòmic-Administratius d'Espanya
Els Tribunals Econòmic-Administratius d'Espanya són òrgans administratius independents de la Administració General de l'Estat, adscrits estructuralment al Ministeri d'Hisenda, que resolen les reclamacions econòmic-administratives, que constitueixen a Espanya un recurs especial per impugnar els actes tributaris davant la pròpia administració que els dicta.
També existeixen òrgans econòmic-administratius de resolució a les Comunitats Autònomes i en alguns municipis de gran població, com Madrid, que reben diverses denominacions i no s'enquadren en el Ministeri d'Hisenda, sinó dins de les Administracions Tributàries de les seves respectives administracions territorials, generalment les Conselleries d'Hisenda.

## Origen i funció
L'origen de la via econòmic-administrativa es troba en la separació entre els àmbits de gestió tributària en sentit ampli i de resolució de reclamacions contra aquesta gestió, que en l'actualitat es denominen aplicació dels tributs i imposició de sancions i resolució de reclamacions contra aquesta aplicació dels tributs i imposició de sancions. Les reclamacions econòmic-administratives constitueixen l'instrument necessari per qui desitgi impugnar els actes de l'Administració Tributària i accedir posteriorment, si escau, a la via judicial a través d'un procediment contenciós-administratiu.
Els Tribunals Econòmic-Administratius, malgrat la seva denominació, no són òrgans jurisdiccionals i no depenen del poder judicial. Malgrat la independència funcional de la qual gaudeixen cal destacar que s'integren en el Ministeri d'Hisenda, dins de la Secretaria d'Estat d'Hisenda. Es configuren, per tant, com òrgans administratius especials, en correlació amb la singularitat de l'activitat tributària, amb unes notes i característiques pròpies a conseqüència de la seva independència funcional i separació dels òrgans encarregats de l'aplicació dels tributs i imposició de sancions.

## Estructura
Existeix una estructura territorial que va des de les localitats fins al Tribunal Econòmic-Administratiu Central. Així, hi ha 4 Dependències Locals i 28 Dependències Provincials la funció de les quals no és resoldre recursos, sinó facilitar al ciutadà la interposició de les reclamacions amb una major proximitat en el seu àmbit geogràfic, així com la comunicació del mateix amb el corresponent Tribunal Econòmic-Administratiu Regional o Sala Desconcentrada del mateix.

### Tribunals Econòmic-Administratius Regionals
Per això, l'estructura en la seva funció de resoldre les reclamacions comença en els Tribunals Econòmic-Administratius Regionals, dels quals hi ha 17, un per cada comunitat autònoma, i dos Tribunals Econòmic-Administratius Locals per atendre els casos de Ceuta i Melilla que tenen estatut d'autonomia propi. Les competències d'aquests són resoldre els recursos administratius que es presenten contra els òrgans territorials de l'administració de l'Estat en aquest territori, així com si escau contra els de l'administració autonòmica en cas que així s'hi prevegi en l'estatut d'Autonomia corresponent o ho determini la legislació general.
Les seves competències específiques són:
1. En única instància: entendre i resoldre les reclamacions que s'interposin contra els actes administratius dictats pels òrgans perifèrics de l'Administració General de l'Estat, de l'Agència Estatal de l'Administració Tributària i de les entitats de dret públic vinculades o dependents de l'Administració General de l'Estat i pels òrgans de l'Administració de les Comunitats Autònomes que no siguin superiors, quan la quantia de la reclamació sigui igual o inferior a l'import 150.000 euros, o 1.800.000 euros si es tracta de reclamacions contra bases o valoracions.
2. En primera instància: les reclamacions que s'interposin contra els actes administratius dictats pels òrgans esmentats anteriorment quan la quantia de la reclamació sigui superior a l'import esmentat.
3. La rectificació d'errors en els quals incorrin les seves pròpies resolucions.
4. Les reclamacions que s'interposin contra actuacions dels particulars en matèria tributària susceptibles de reclamació econòmic-administrativa, en primera o única instància segons que la quantia de la reclamació excedeixi o no de l'import assenyalat anteriorment. Les competències anteriorment exposades han de conciliar-se amb l'existència d'una estructura territorial que defineix i delimita l'àmbit geogràfic al que s'estenen les competències de cada Tribunal Econòmic-Administratiu Regional o Local, així com el de les Sales Desconcentrades. En virtut d'això la competència territorial per conèixer de les reclamacions econòmic-administratives es determina conforme a la seu de l'òrgan que hagués dictat l'acte objecto de la reclamació.

### Tribunal Econòmic-Administratiu Central
L'òrgan de tot l'Estat és el Tribunal Econòmic-Administratiu Central (TEAC), amb seu a Madrid, que resol els recursos dels quals ha de conèixer en primera instància per estar a ell atribuïts, o de reclamacions enfront de resolucions dels tribunals territorials.
1.- En única instància:
1. Les reclamacions econòmic-administratives que s'interposin contra els actes administratius dictats pels òrgans centrals del Ministeri d'Economia i Hisenda o altres Departaments Ministerials, de l'Agència Estatal de l'Administració Tributària i de les entitats de dret públic vinculades o dependents de l'Administració General de l'Estat, així com contra els actes dictats pels òrgans superiors de l'Administració de les Comunitats Autònomes.
2. Les reclamacions en les quals hagi de sentir-se o s'hagi sentit com a tràmit previ al Consell d'Estat.
3. Les reclamacions econòmic-administratives que s'interposin contra els actes administratius dictats pels òrgans perifèrics de l'Administració General de l'Estat, de l'Agència Estatal de l'Administració Tributària i de les entitats de dret públic vinculades o dependents de l'Administració General de l'Estat, o pels òrgans de les Comunitats Autònomes que no siguin superiors, així com contra les actuacions dels particulars susceptibles de reclamació, quan, encara podent presentar-se la reclamació en primera instància davant el Tribunal Econòmic-Administratiu Regional o Local corresponent, la reclamació s'interposi directament davant el Tribunal Econòmic-Administratiu Central. En aquest cas però, la quantia de la reclamació econòmica-administrativa haurà de ser igual o superior a 150.000 €, o 1.800.000 € si es tracta de reclamacions enfront de bases o valoracions.

2.- En segona instància: resol els recursos d'alçada ordinaris que s'interposin contra les resolucions dictades en primera instància pels Tribunals Econòmic-Administratius Regionals i Locals.
3.- Els recursos extraordinaris de revisió i els extraordinaris d'alçada per a la unificació de criteri.
4.- La rectificació d'errors en els quals incorrin les seves pròpies resolucions.

### Sala Especial per a la Unificació
És una única Sala especial, competent per resoldre els recursos extraordinaris per la unificació de doctrina interposats contra les resolucions en matèria tributària dictades pel Tribunal Econòmic-Administratiu Central.